# Левицький Дмитро Григорович
Дмитро́ Григо́рович Леви́цький (1735, ймовірно, Київ, Гетьманщина — 4 (16) квітня 1822, Петербург, Російська імперія) — український живописець-портретист, який працював у модних аристократичних салонах Російської імперії. Академік Петербурзької академії мистецтв.

## Життєпис
Син відомого маляра і гравера Григорія Левицького-Носа. Народився у Київському полку на Гетьманщині. Ще як студент Київської академії, молодий Дмитро запопадливо малював, не раз допомагаючи батькові при його графічних працях для лаврських видань.
1752—1755 — навчання у художника Антропова Олексія Петровича, що приїхав до Києва.
У 1758 дістався до Петербурга, де продовжив навчатися в майстерні Антропова, а відтак у робітнях Карла Легрена й Джузеппе Валеріані (1708?—1761).
1762 — участь в декоративних роботах з приводу коронації нової імператриці Катерини ІІ в місті Москва як помічник Антропова.
1764 — початок самостійної художньої практики в Москві.
1770 — перша участь в виставці Академії вільних мистецтв в Петербурзі й отримання звання академіка за парадний портрет архітектора Кокорінова. Звання дало право на фахову діяльність митця в Петербурзі.
1771 — отримав призначення керівника непрестижного на той час портретного класу Академії.
1772—1776 — серія портретів смолянок.
1778 — відставка з академії (формальний привід — хвороба очей, неформальний — інтрига імператриці).
1807 — нове запрошення в Академію при новому імператорі Олександру І.
1822 — смерть в Петербурзі, де і похований.
При житті зустрічався з гравером, медальєром Якобом Штеліним автором книги «Спогади про художників в Росії» (перевидана з новою назвою російською «Записки об изящных искусствах в России», в 2-х томах, М, 1990). Окрема стаття присвячена портретам Левицького і нотаткам з його біографією.

## Творчість
Уже 1763 був модним портретистом аристократичних сфер Петербурга, дарма що тоді ж у столиці працювала ціла низка європейських знаменитостей. Цикл портретів вихованок Смольного інституту — це справжній шедевр тогочасного портретного малярства.
У Женевському музеї зберігається мальований Левицьким портрет Дідро — єдиний із портретів, що його великий французький енциклопедист визнав добрим. Назагал Левицький спортретував ледве не всіх помітніших представників свого часу.
Російський живописець і мистецтвознавець Ігор Грабар писав:
| «Найбільшим російським митцем цього часу є учень Антропова — Левицький, твори якого належать до найкращих подвигів європейського портретного мистецтва 18 століття. Успадкувавши від Антропова його серйозність і вдумливість, з'єднав їх Левицький із засліплюючою технікою. І коли в останньому він ще мав суперників на Заході, то в переданні інтимного, невловимого чару обличчя, що не виблискувало красою, не вирізнялося оригінальністю, в зображенні простого, пересічного, непомітного обличчя — не мав він собі пари. Поряд із ним не тільки мистецтво Рейнолдса виходить жорстким і холодним віртуозівством, але й музикальна творчість Гейнсборо здається надто підробленою, її чар — настирливим, а прийоми — завченими, деколи навіть банальними. Такі портрети, як портрет Борщевої, ритмом лінії, несподіваністю й викінченістю цілої композиції, легкої й незвичайно архітектурної під оглядом правдивості малярства, можна рівняти не з тогочасними портретами, а з архітворами Ренесансу». |

### Вибрані твори
- Портрет архітектора Кокорінова, 1770
- Портрет Урсули Мнішек
- Воронцова Катерина Олексіївна
- Львов Микола Олександрович
- Портрет Н. Сезьомова, 1770
- Портрет Катерини Нелідової,1773
- Портрет Прокофія Акинфійовича Демидова, 1773
- Портрет Катерини Молчанової, 1776
- Марія Дьякова, 1778
- Старий священик, 1779
- Акторка Анна Давіа Бернуцці, 1782
- Портрет Олександра Ланського, 1782
- Портрет дочки в російському вбранні, 1785
- Невідома з трояндою, 1788
- Портрет Миколи Новикова.

## Галерея

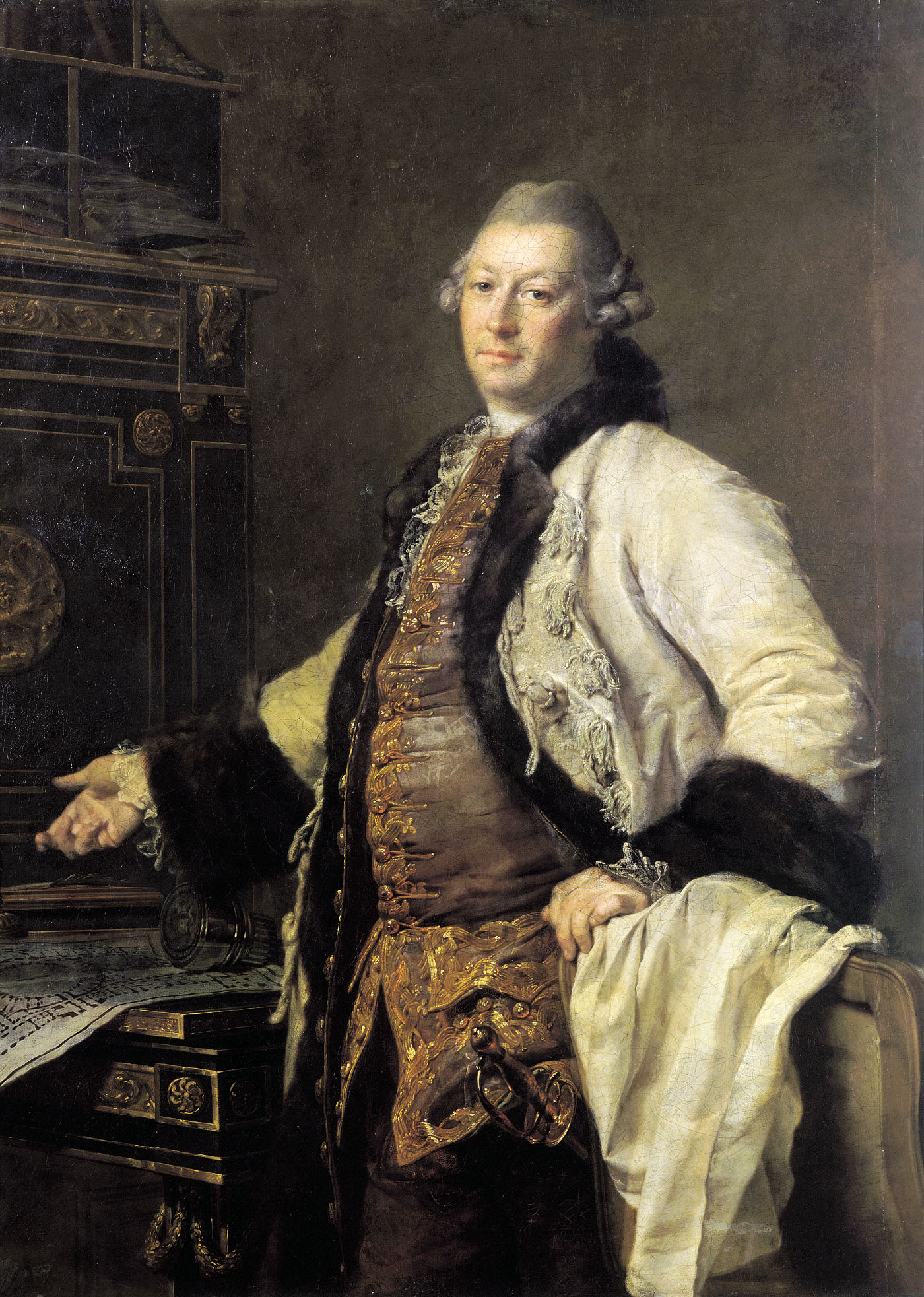
Портрет архітектора Олександра Кокорінова. 1769 (Російський музей, Санкт-Петербург).
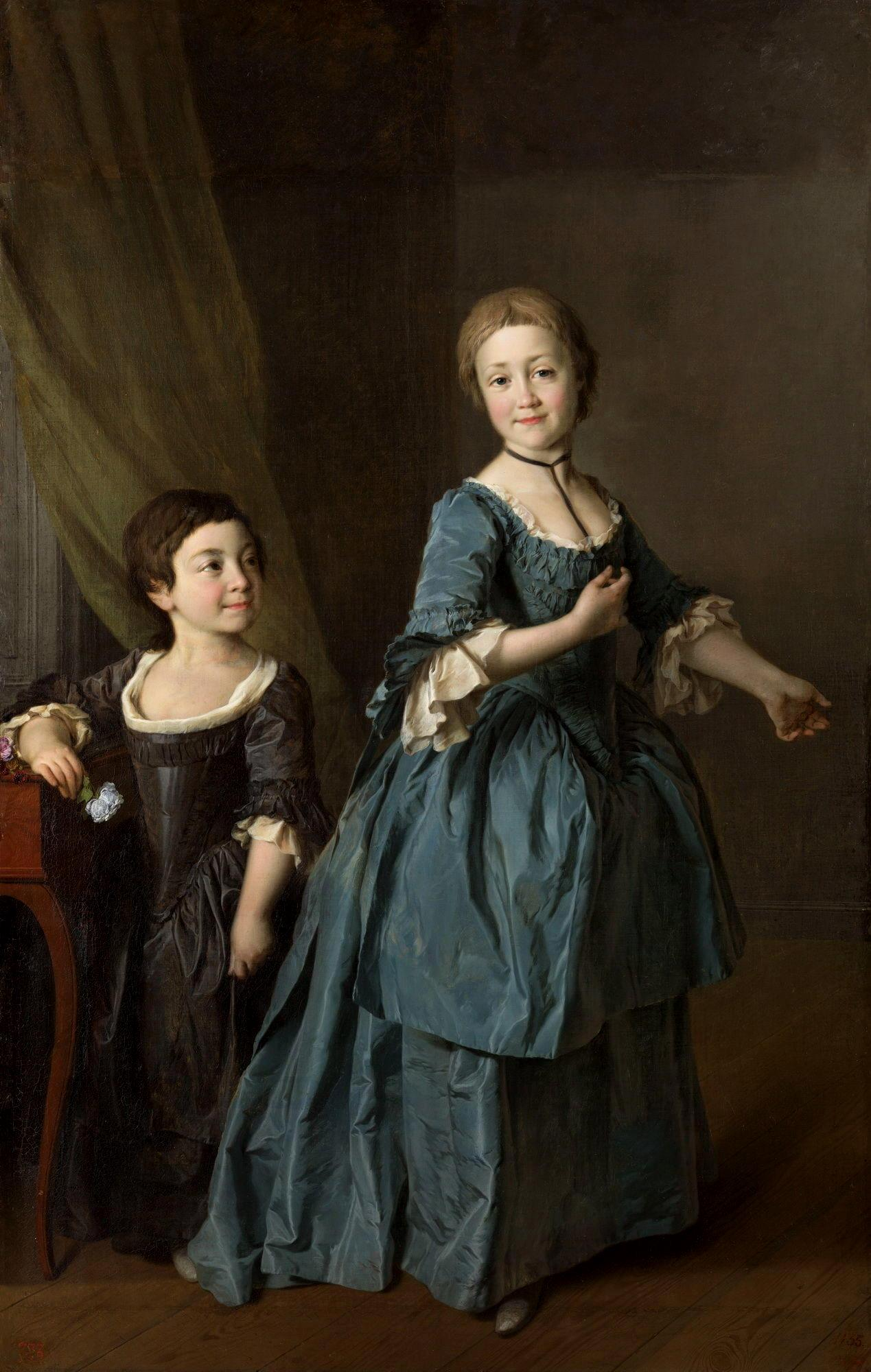
Феодосія Степанівна Ржевська та Анастасія Михайлівна Давидова. 1772? (Російський музей, Санкт-Петербург).
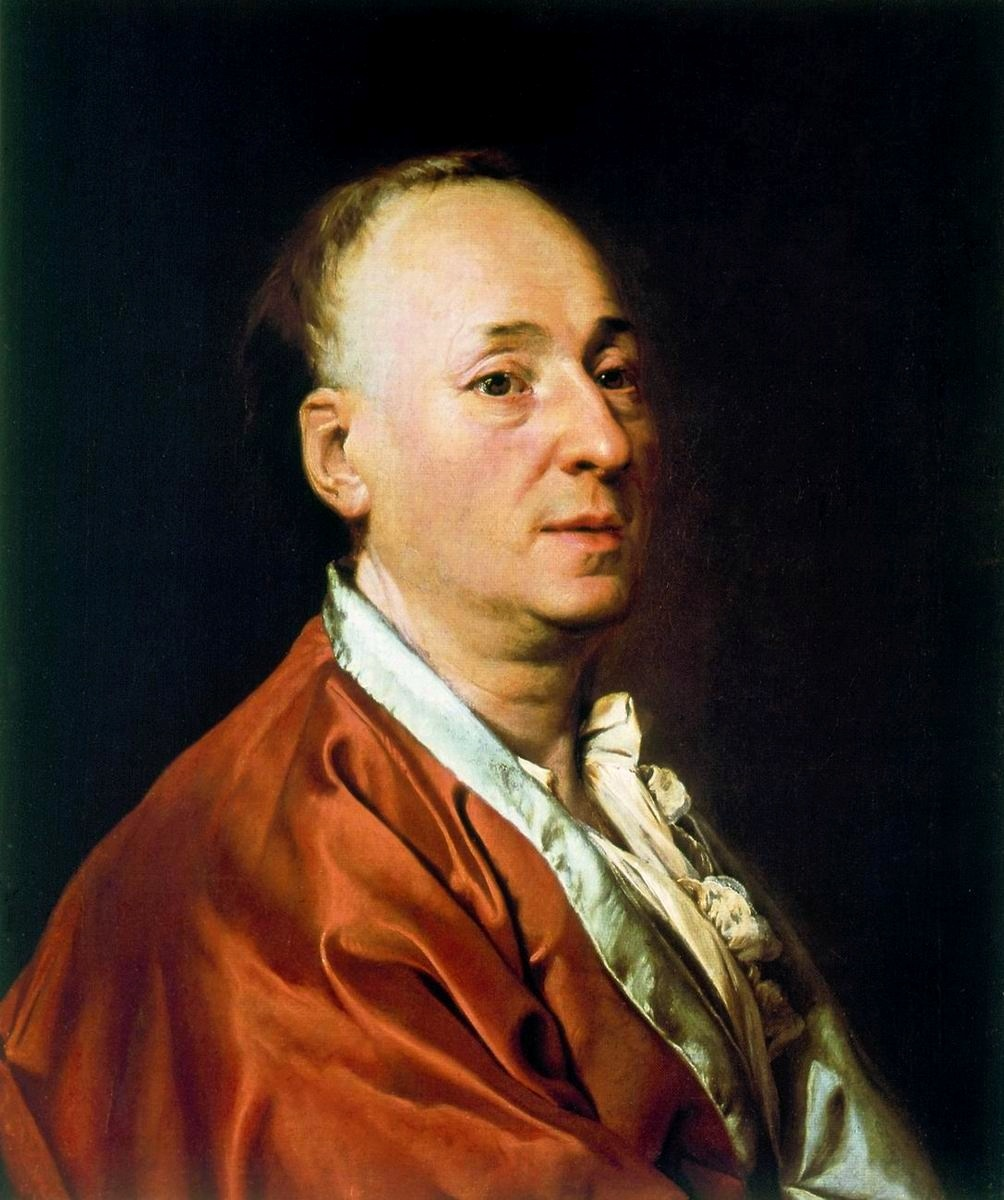
Письменник і філософ Дені Дідро, 1773, Женевський музей мистецтва і історії
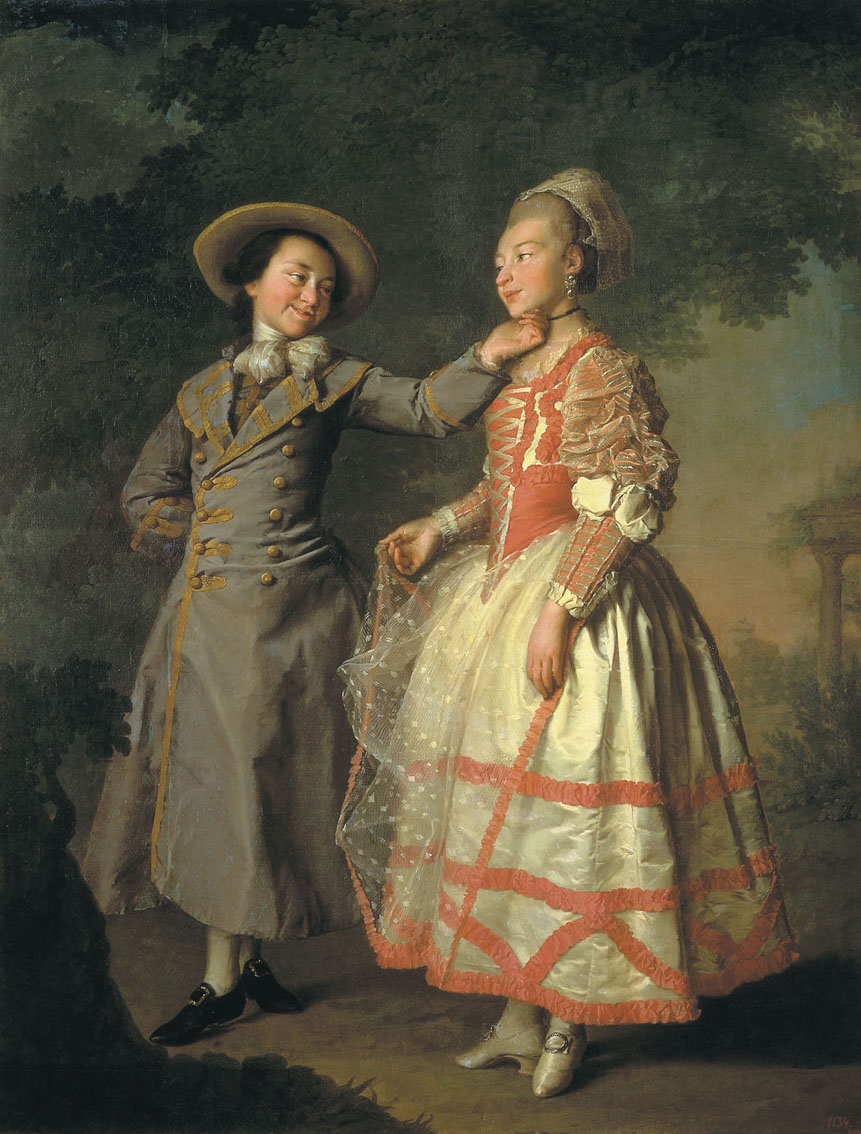
Катерина Миколаївна Хрущова та Катерина Миколаївна Хованська. 1773 (Російський музей, Санкт-Петербург).
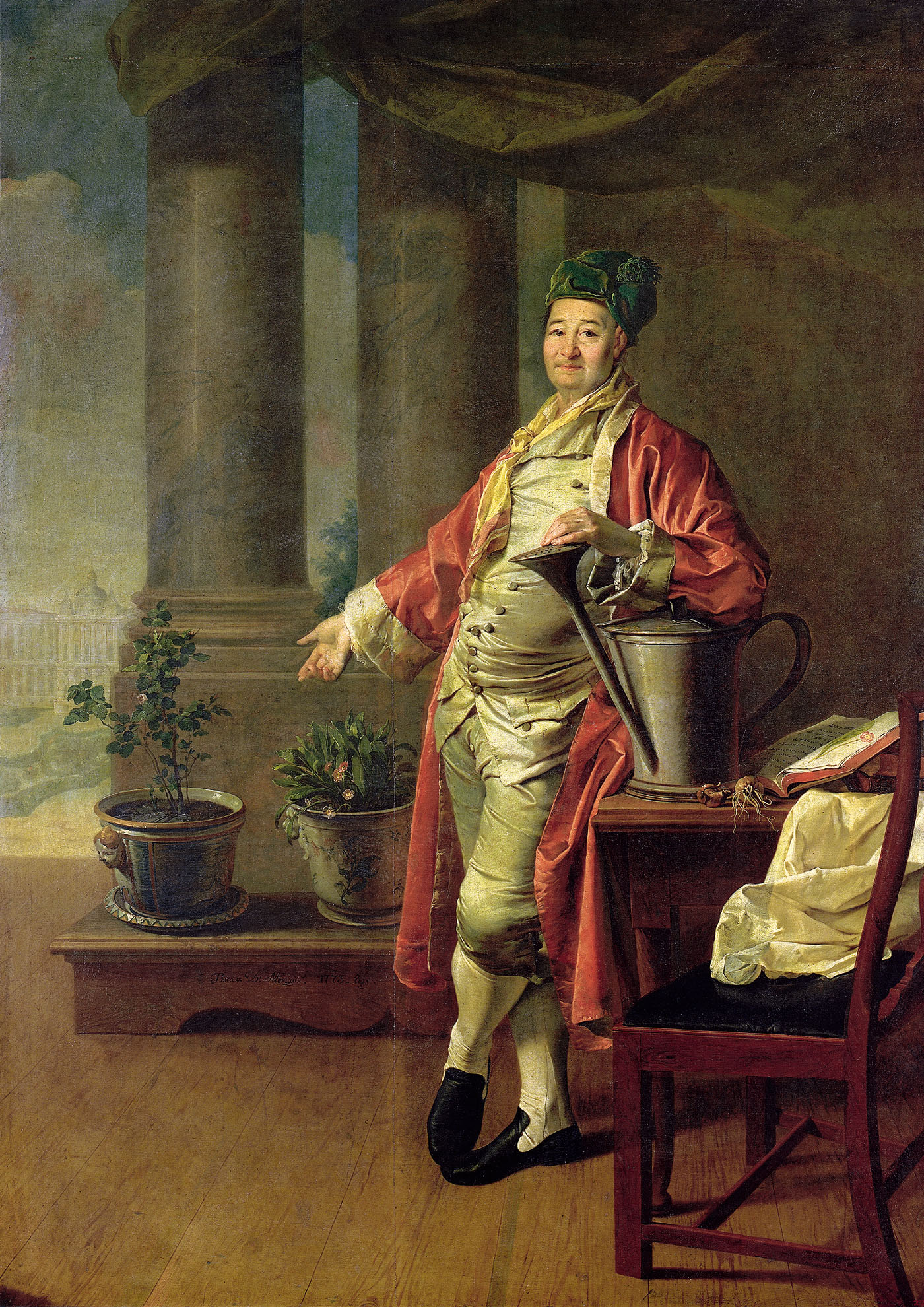
Портрет Прокофія Акинфійовича Демидова. 1773 (Третьяковська галерея, Москва).
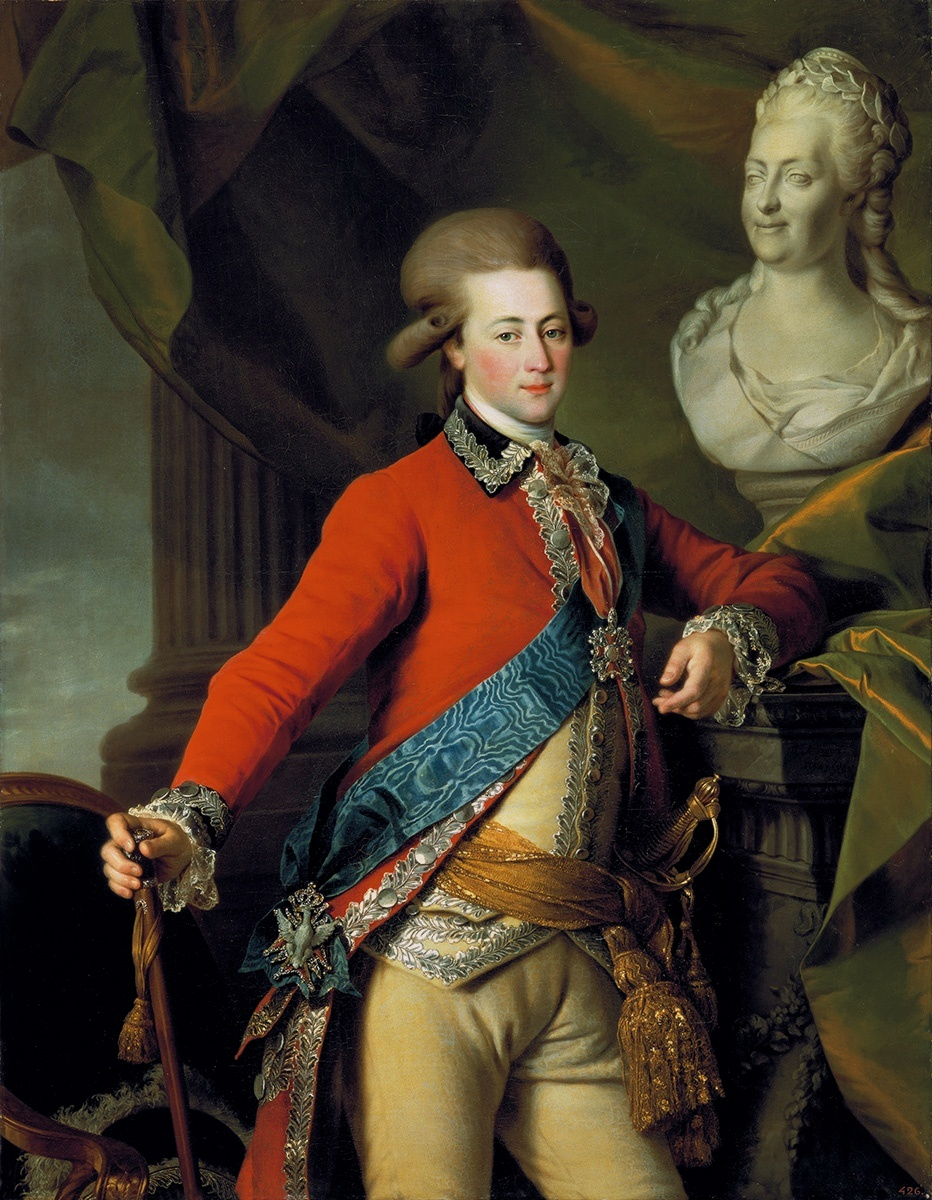
Портрет Олександра Дмитровича Ланського. 1782 (Російський музей, Санкт-Петербург).
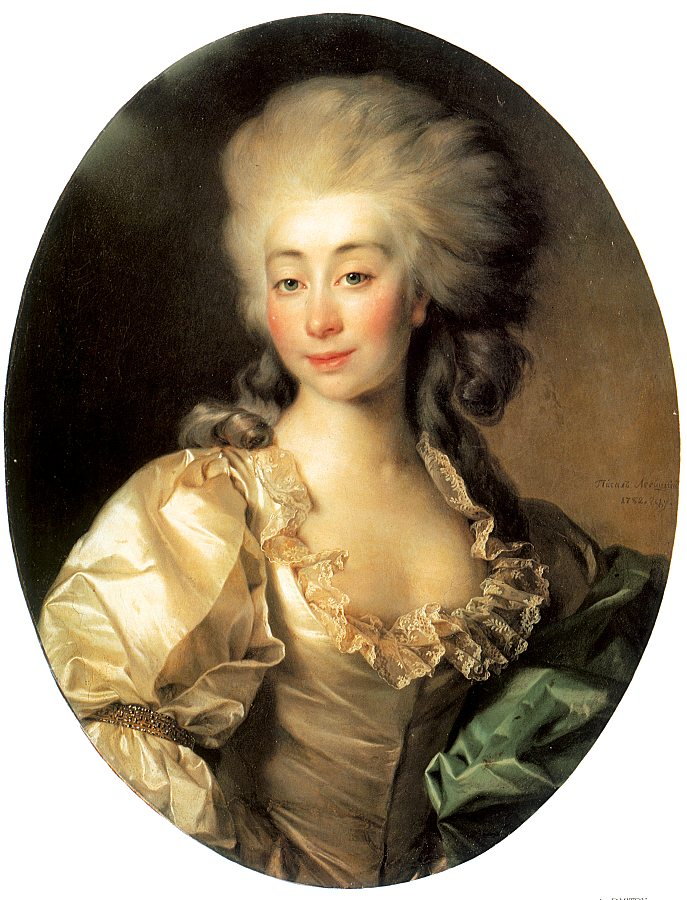
Портрет Урсули Мнішек. 1782 (Третьяковська галерея, Москва).
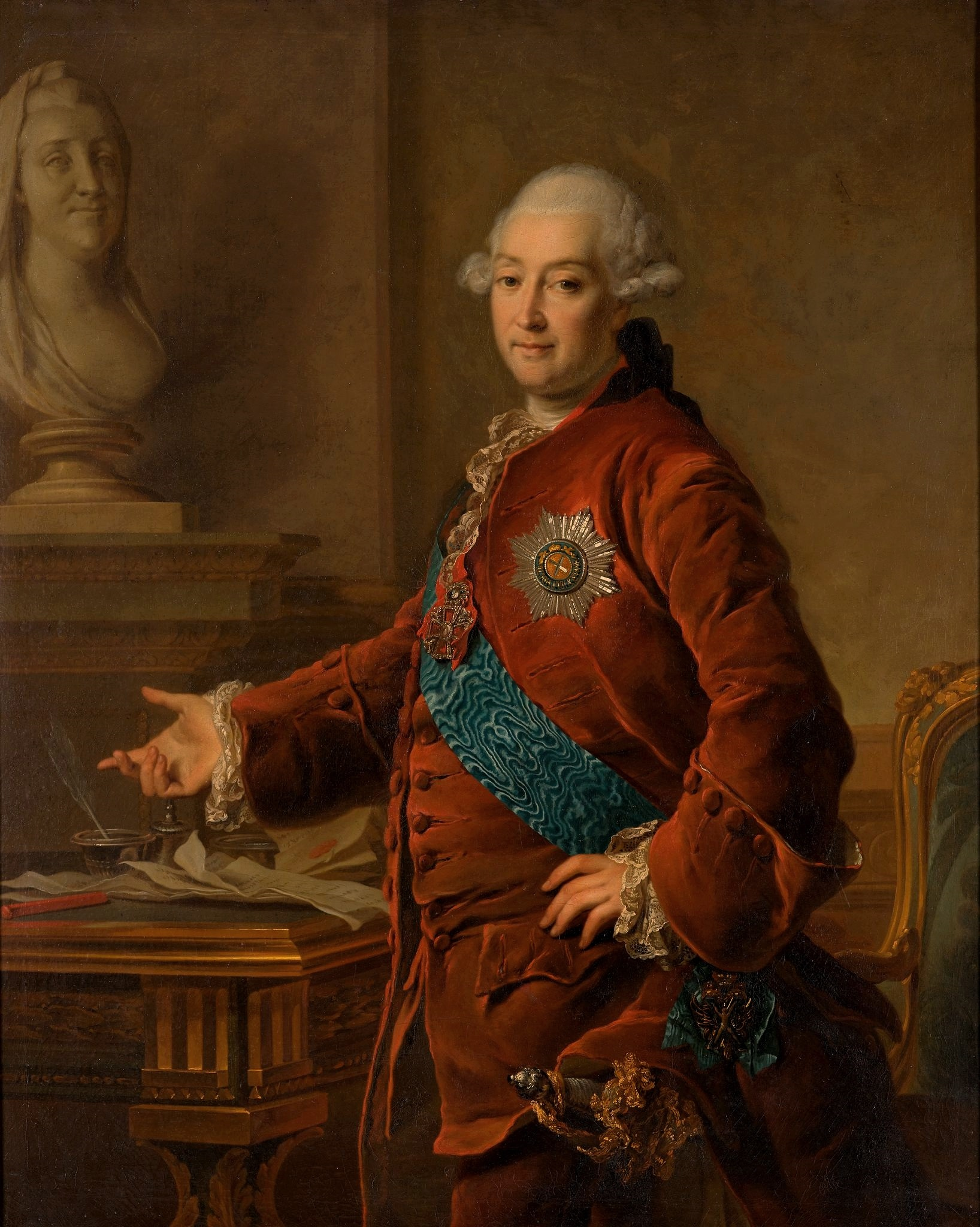
Віце-канцлер Олександр Голіцин, 1772
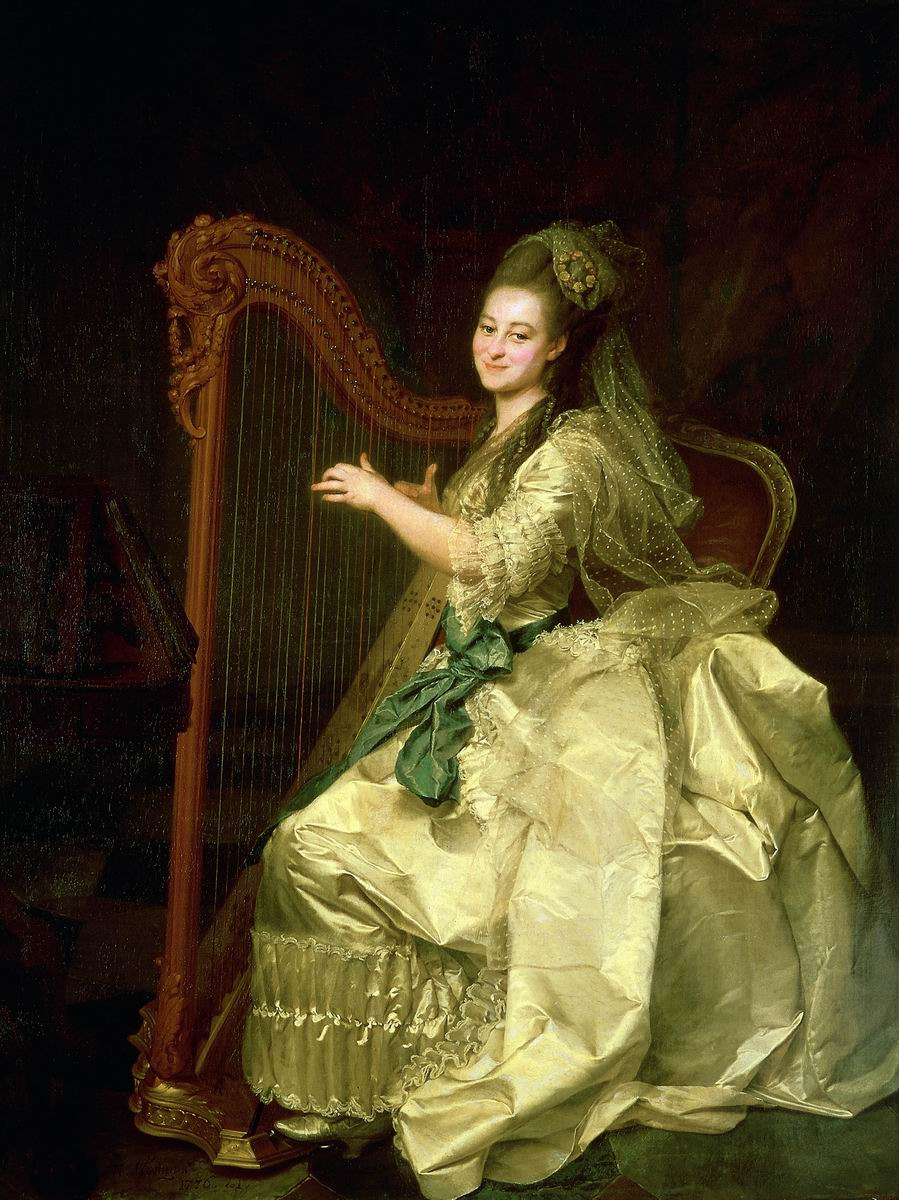
Алимова, випускниця Смольного інституту, 1775
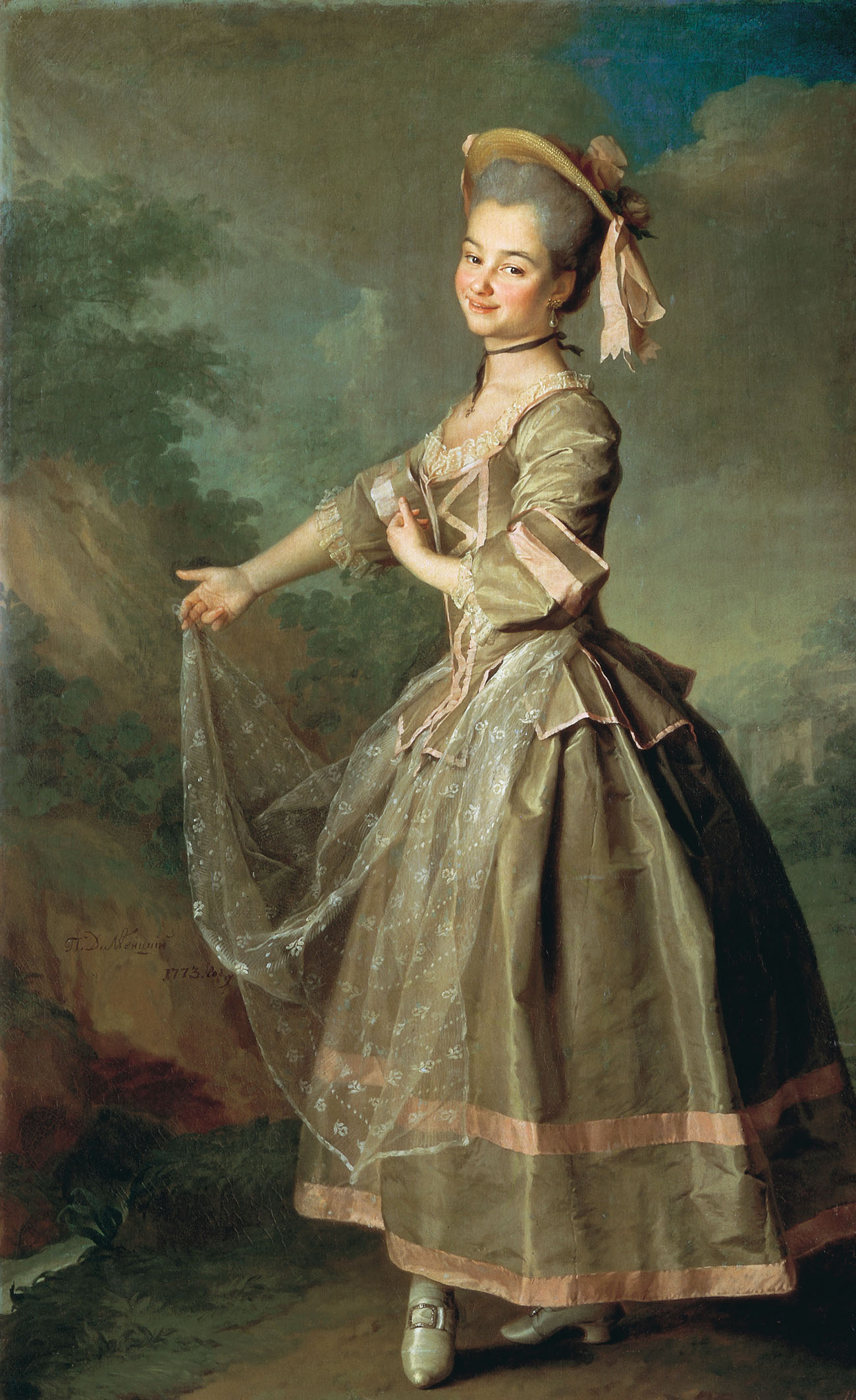
Катерина Нелідова, 1773
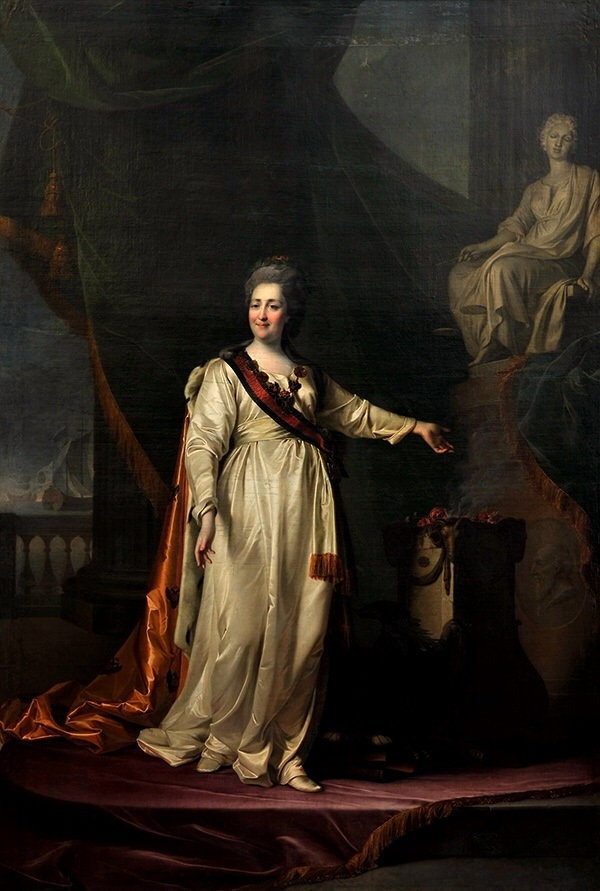
Катерина II
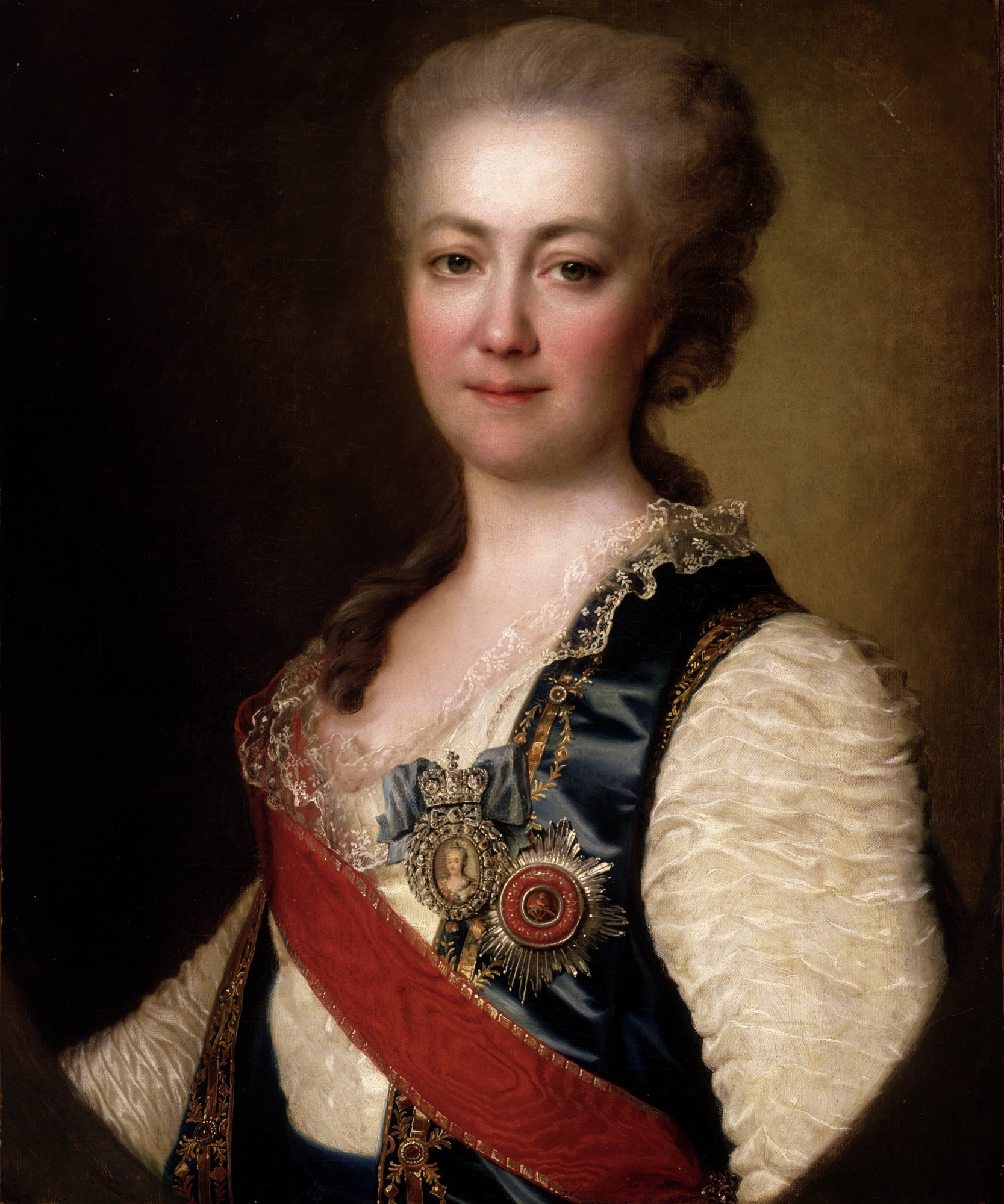
Катерина Воронцова-Дашкова, 1784
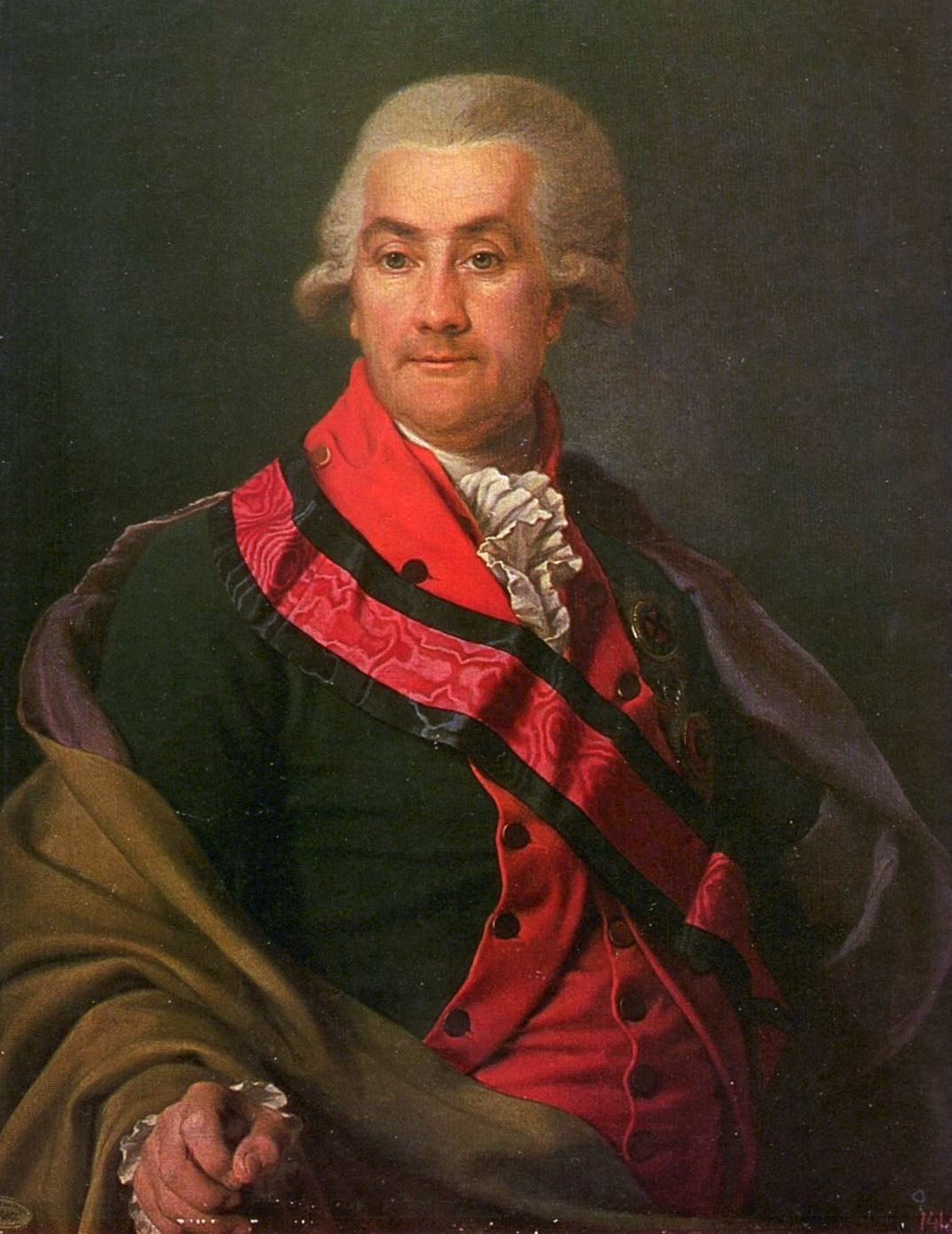
Генерал Йосип Ігельстрьом, 1790
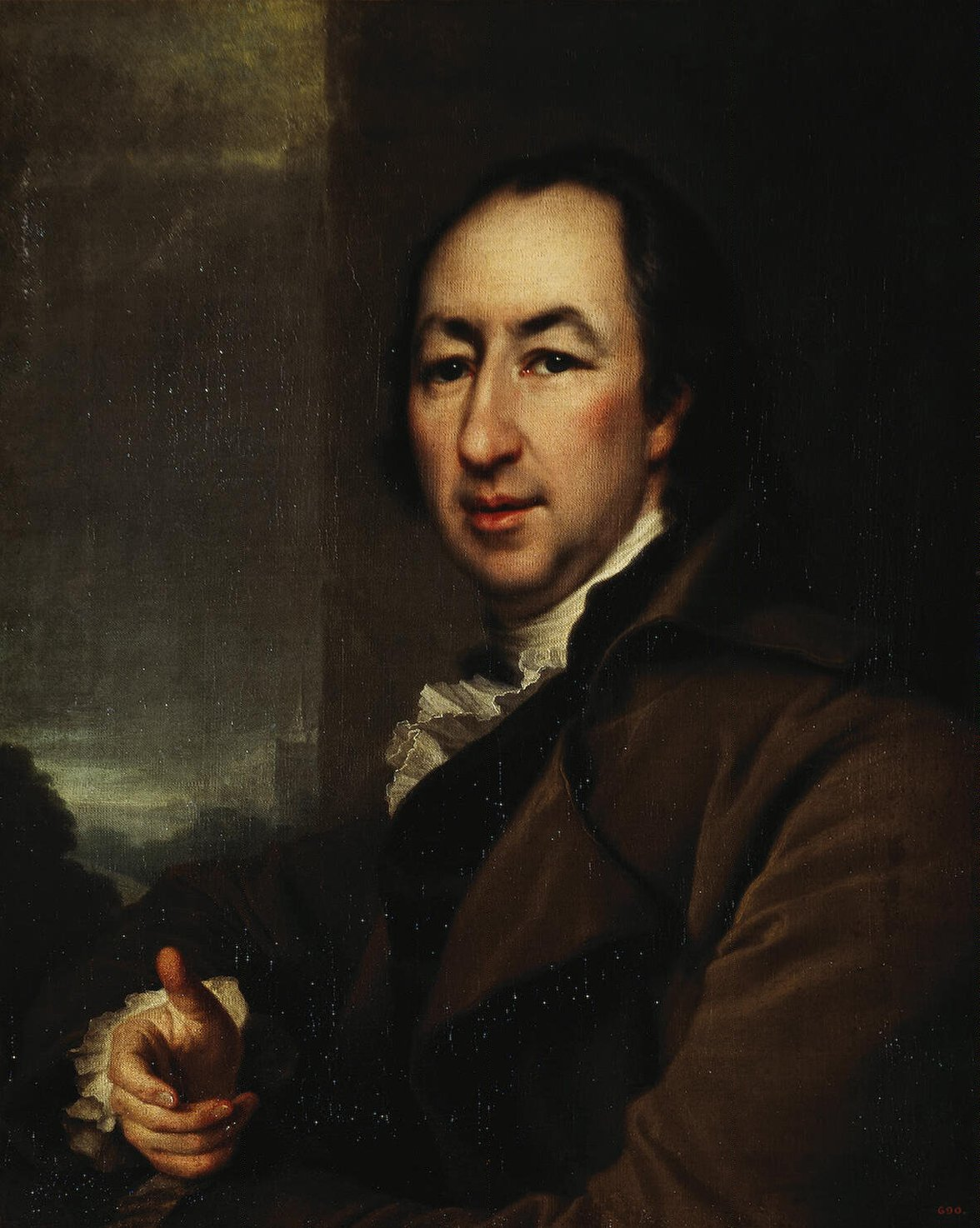
Микола Новиков, 1797

## Пам'ять

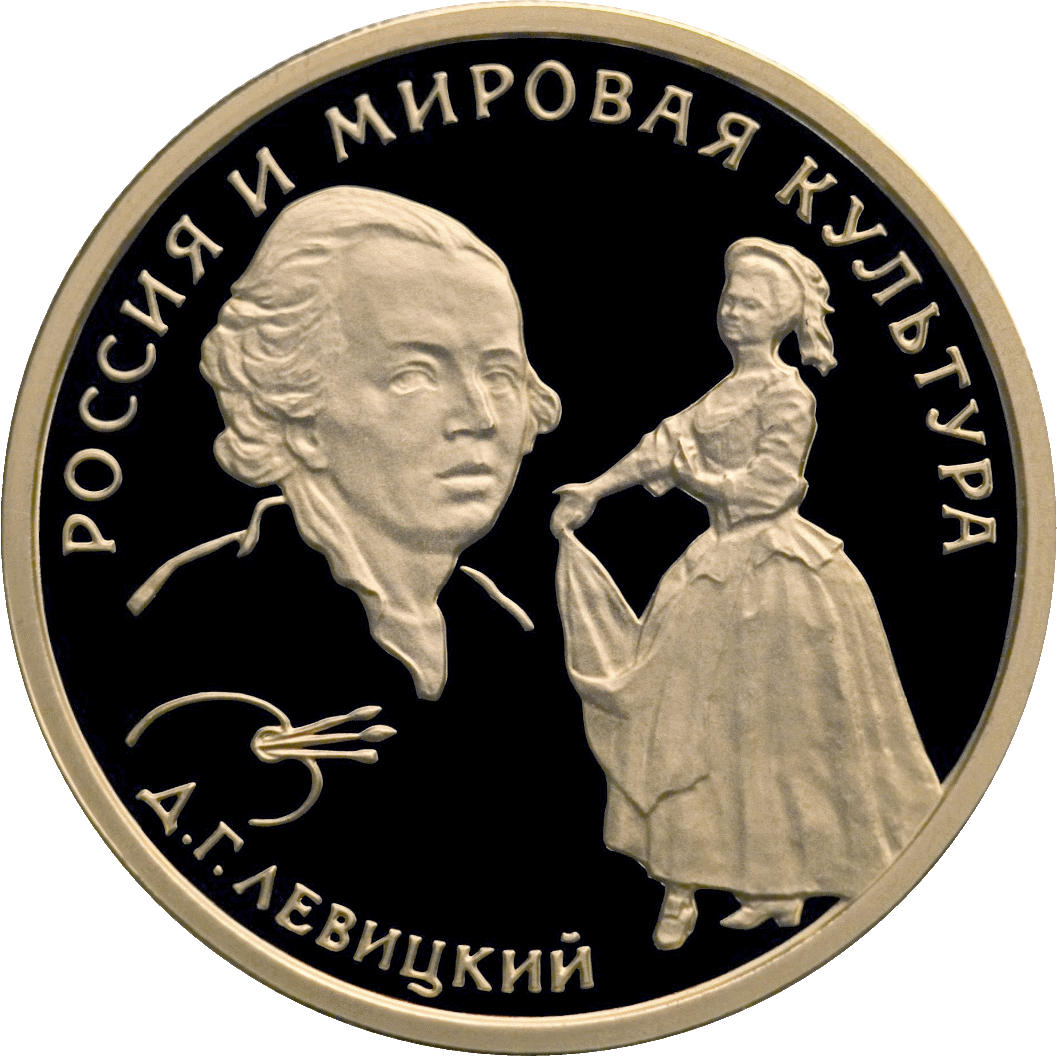
Пам'ятна монета РФ
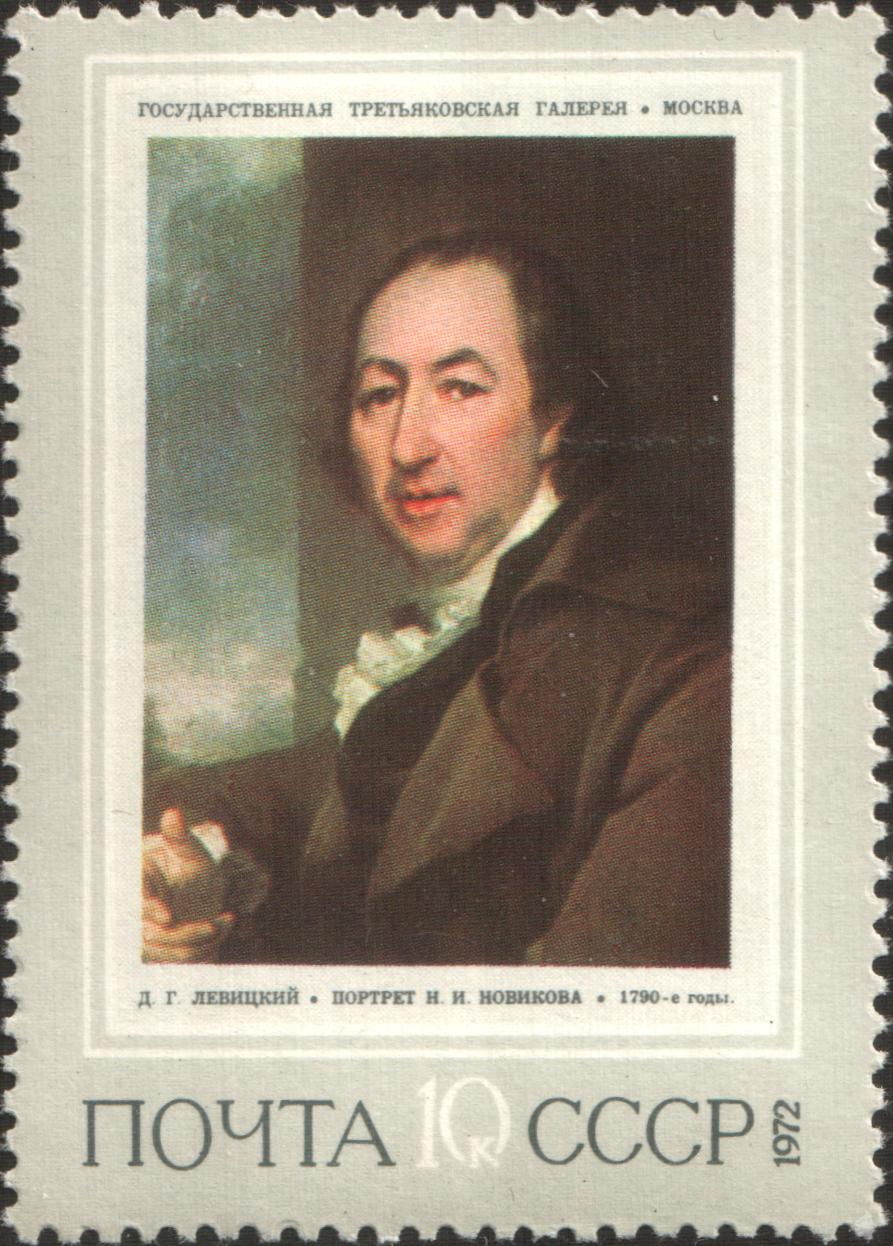
Поштова марка СРСР, 1972
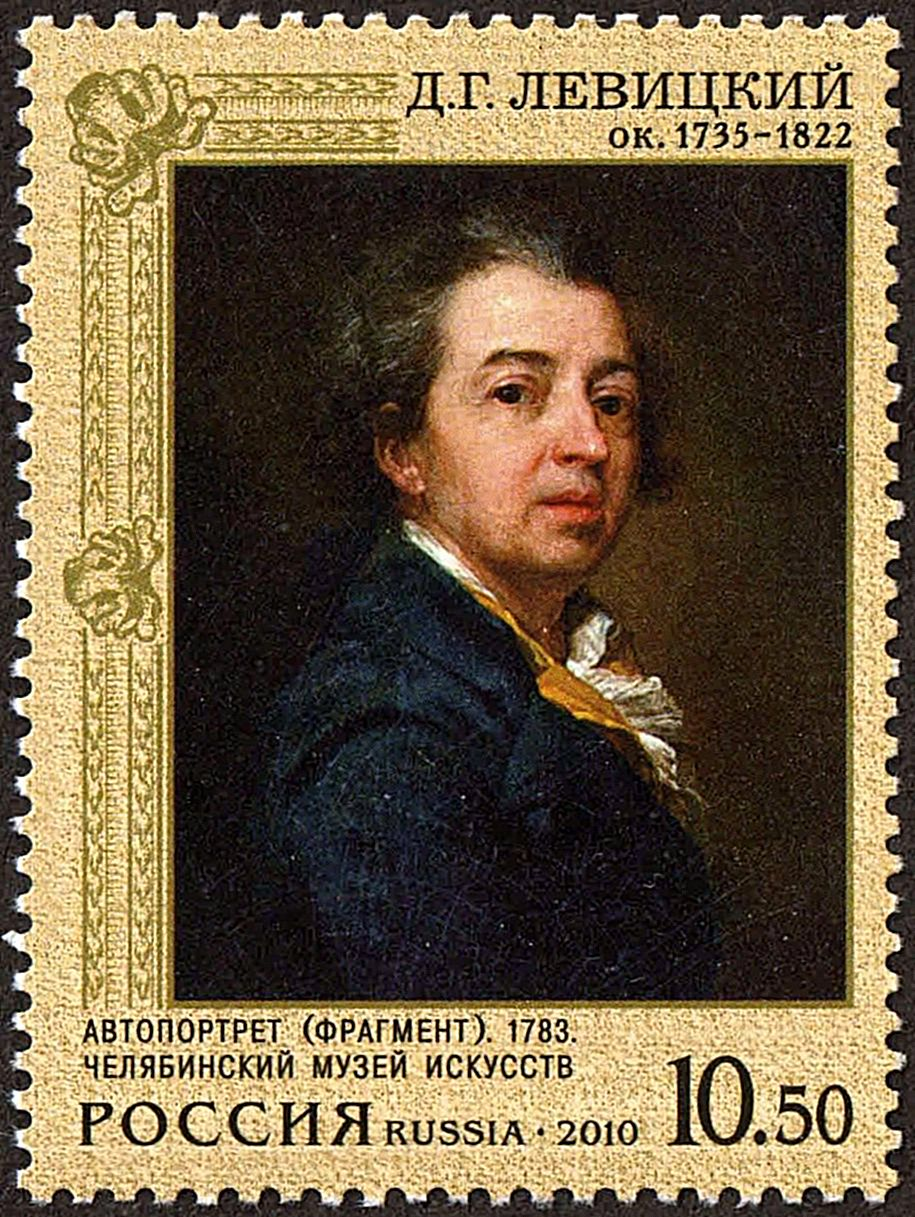
Поштова марка РФ, 2010: Автопортрет
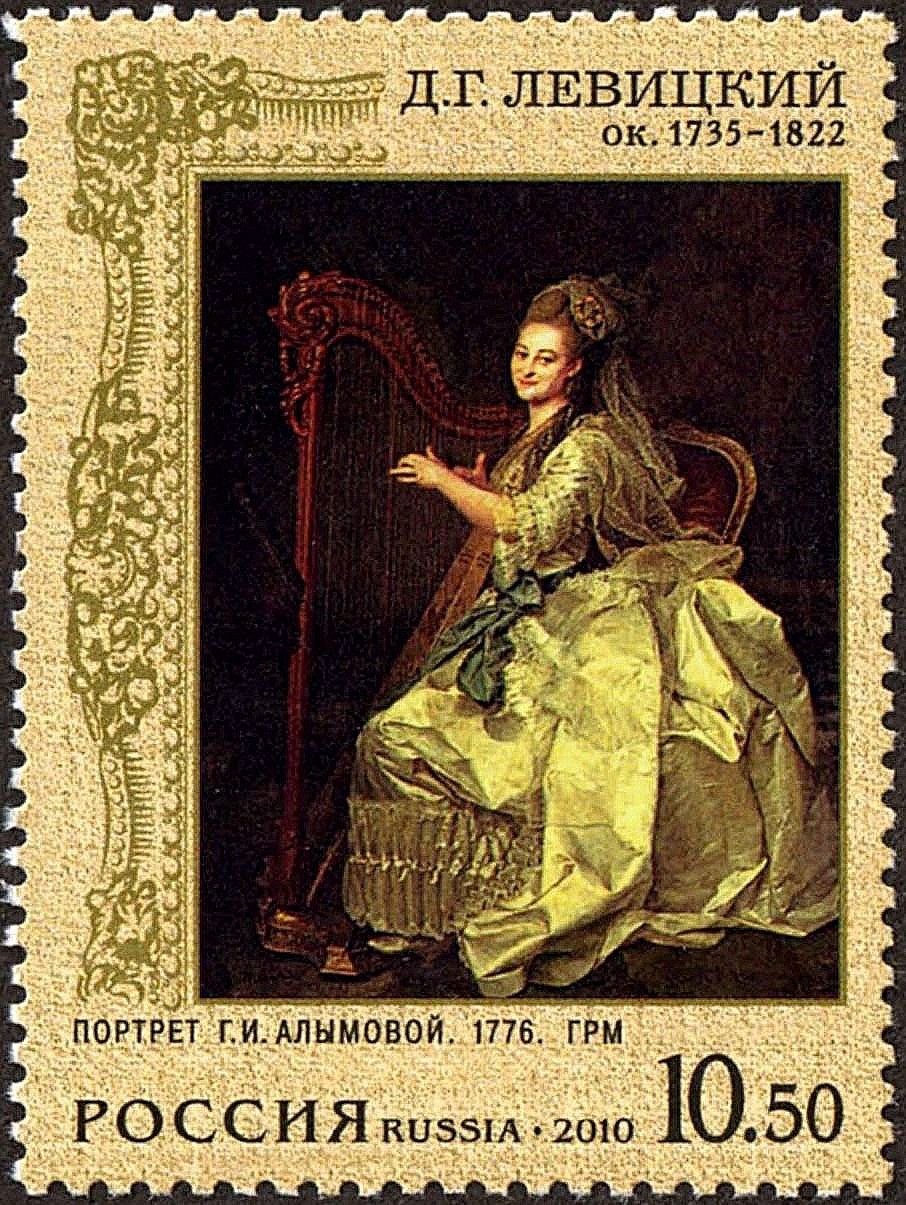
Поштова марка РФ, 2010: Портрет Г. Алимової